# Super Fëmmes
Super Fëmmes är en svensk supergrupp bildad 2021 och bestående av 90- och 00-talsartisterna  Emilia, Denise Lopez och Miio.
Tidigare var även Therese "Drömhus" Grankvist medlem i gruppen men hon meddelade i januari 2023 att hon hoppar av för att fokusera på sin solokarriär.
Gruppens första singel Everybody's Free släpptes 29 april 2022 och var en cover av Rozallas låt med samma titel från 1991. Andra singeln blev Guilty Pleasure som släpptes 17 juni 2022. Den 14 februari 2023 släpptes nästa singel Love & War, den första utan Therese Grankvist.